# 褚炫
褚炫（445年—485年），字彦緒，河南郡陽翟（今河南禹州）人，南北朝時期刘宋、南齐政治人物，鄱陽太守褚法显之子。

## 生平
孝武帝大明七年463年，義陽王劉昶獲加太常後，板补褚炫為其五官。後历任太子舍人、撫軍車騎記室、正員郎。
任正員郎期間，宋明帝有一次出猎射野鸡，从清早到中午，一无所获。他不仅很扫兴，而且疑虑他的随从是不是在心里笑话他。他对侍臣说：“我从一大早就来到这水边射野鸡，结果是白跑一趟，你们说可笑不可笑？”群臣都不知道如何回答。褚炫说：「现今時令虽然適宜打猎，但是雲霧凝聚，气候尚冷，飛鳥骄心未警。主上遊幸快乐，我们内心也是欢喜」。明帝赞同褚炫的话，在狩猎場摆設酒宴。褚炫转任中書侍郎、司徒右長史。
昇明元年（477年）褚炫因獲認為清白高尚，与劉俁、謝朏及江斅一同入殿侍講文义，号为「四友」。後曾转任黄門郎，又轉驃騎將軍蕭道成的長史，改當侍中後再還任驃騎長史。479年（昇明三年），蕭道成封齊公，建齊臺，褚炫任侍中領步兵校尉。建元元年（479年）蕭道成篡宋建齊，即齊高帝，以褚炫家貧而派其出任東陽太守，秩中二千石。後召還为侍中，兼步兵校尉。又出任竟陵王蕭子良的征北長史，加輔国将軍。又以輔國將軍转任冠軍長史、江夏内史。又担任吏部尚書。後以病自請解任，獲改授散騎常侍，兼安成王師。永明三年（485年）国学建立，褚炫以本官兼博士，未及拜官褚炫就去世。享年四十一岁，追贈太常。諡貞子。

## 性格特徵
褚炫年輕時就清正簡約，獲王景文賞識，堂兄褚淵也稱許他在廉正方面比自己強十倍。日後他在弔唁此種必要場合以外都不會隨便和其他人交往，獲當時人稱美；擔任吏部尚書時亦繼續這風格，遂令賓客罕至。褚炫出行時其隨從也帶著一個黃紙帽箱，可是帽箱卻被風吹得黃紙都吹剝落了。外任江夏太守過後回朝，收取了十七万錢，但褚炫卻在石頭城全分給親族，自己就弄得病了也沒錢買藥。至褚炫去世時他家也沒有錢去斂葬。

## 延伸阅读
[在维基数据编辑]
 《南齊書/卷32》，出自萧子显《南齊書》